# Lunar Reconnaissance Orbiter
Lunar Reconnaissance Orbiter (LRO) är en amerikansk rymdsond som sköts upp den 18 juni 2009 för att undersöka månen. Med på raketen fanns även Lunar Crater Observation and Sensing Satellite (LCROSS). LCROSS uppdrag var att leta efter vatten när Atlas-raketens övre steg kraschade på månen.

## Uppdrag
LRO är utvecklad av Nasas Goddard Space Flight Center, och är en stor, sofistikerad rymdsond i polär bana runt månen. Den söker efter lämpliga landningsplatser för framtida expeditioner, strålning och temperaturer vid ytan och strax under samt kartlägger ytan.
Från 11 juli 2009 har LRO tagit bilder från månen som visar Apolloprogrammets landningsplatser.
En förlängning av uppdraget (upp till fem år) skulle kunna innebära att den kan användas som kommunikationsrelä till framtida uppdrag till månen, så som månlandare och rovers.

## Instrument
- Cosmic Ray Telescope for the Effects of Radiation – Undersöker strålning vid ytan.[4]
- Diviner Lunar Radiometer Experiment – Temperaturundersökning och ytbeskaffenhet (klippor och dylikt)
- Lyman Alpha Mapping Project – Kartlägger hela ytan och letar efter is och frost.
- Lunar Exploration Neutron Detector – Söker också efter vatten och strålning.
- Lunar Orbiter Laser Altimeter – Kartlägger ytan tredimensionellt och letar säkra landningsplatser.
- Lunar Reconnaissance Orbiter Camera – Fotograferar ytan i svart/vitt med en upplösning på en meter.
- Mini-RF Technology Demonstration – Tar bilder i ständigt skuggade områden på jakt efter is.

### Fotnoter
1. ↑  ”NASA Space Science Data Coordinated Archive” (på engelska). NASA. https://nssdc.gsfc.nasa.gov/nmc/spacecraft/display.action?id=2009-031A. Läst 29 mars 2020.
2. ↑  ”LRO Sees Apollo Landing Sites”. NASA. 17 juli 2009. Arkiverad från originalet den 16 november 2009. https://web.archive.org/web/20091116012309/http://www.nasa.gov/mission_pages/LRO/multimedia/lroimages/apollosites.html. Läst 29 september 2009.
3. ↑  ”Apollo 12 and Surveyor 3”. NASA. 3 september 2009. Arkiverad från originalet den 5 september 2009. https://web.archive.org/web/20090905112600/http://www.nasa.gov/mission_pages/LRO/multimedia/lroimages/lroc_20090903_apollo12.html. Läst 29 september 2009.
4. ↑  ”Mission Overview”. Lunar Reconnaissance Orbiter. NASA. http://lunar.gsfc.nasa.gov/mission.html.